# Валь, Артур
Артур Валь (англ. Arthur C. Wahl; 8 сентября 1917 года — 6 марта 2006 года) — американский химик. Вместе с Эмилио Сегре и Джозефом Кеннеди был членом команды Гленна Сиборга, которая в 1941 году открыла плутоний-239.

## Биография
Валь родился 8 сентября 1917 года в Де-Мойне (штат Айова). В 1939 году получил степень бакалавра в Университете Штата Айова. Для получения степени магистра отправился в Калифорнийский университет в Беркли. Там в составе группы Сиборга работал над синтезом плутония.
14 декабря 1940 года была произведена первая бомбардировка октаоксида триурана-238 (238U3O8) дейтронами, разогнанными в циклотроне до 14—22 МэВ и проходящими через алюминиевую фольгу толщиной 0,002 дюйма. 24 февраля 1941 года был проведён завершающий эксперимент, в ходе которого было экспериментально доказано существование нового химического элемента — плутония. В том же году группа синтезировала более важный изотоп — плутоний-239 посредством облучения урана сильно ускоренными в циклотроне нейтронами.
В 1942 году получил степень PhD. В период с 1943 по 1946 год работал в Лос-Аламосской национальной лаборатории. Его исследования в области химии плутония использовались в программе «Проект Манхэттен».
После войны по приглашению Джозефа Кеннеди перебрался в Университет Вашингтона в Сент-Луисе, где около 40 лет преподавал неорганическую химию.
В 1991 году вернулся в Лос-Аламос. Свою последнюю работу опубликовал в 2005 году.
Страдал болезнью Паркинсона. Умер 6 марта 2006 года от пневмонии.

## Награды
- 1966 — премия ACS в области ядерной химии[3].